# Sergi Castillo Prats
Sergi Castillo Prats (Cocentaina, 1978) és un periodista i docent valencià. Ha treballat d’assessor de comunicació per a diferents institucions i col·lectius i ha participat com a expert en activitats organitzades per la Universitat de València, la Universitat d’Alacant, les Corts Valencianes o el Congrés dels Diputats. Com a periodista ha treballat en El País, La Sexta, TVE, EFE i COPE, i s’ha especialitzat en periodisme d’investigació i d’anàlisi de l’actualitat.
És autor de Tierra de saqueo. La trama valenciana de Gürtel (2013); Yonquis del dinero. Las diez grandes historias de la corrupción valenciana (2016); La batalla per la sanitat valenciana (2020) -amb el qual va obtindre la II Beca Josep Torrent de Periodisme d’Investigació de la Unió de Periodistes Valencians el 2018-; i Operació AVL. El pacte lingüístic dels valencians (2021).